# Nitrifikationshemmer
Nitrifikationshemmer oder Nitrifikationsinhibitoren (auch Nitrifizierungshemmer) verzögern die als Nitrifikation bezeichnete bakterielle Oxidation von Ammoniumionen (NH4+) durch Verminderung der Aktivität von Nitrosomonas-Bakterien für einen gewissen Zeitraum (vier bis zehn Wochen). Nitrosomonas metabolisieren Ammoniumionen zu Nitrit (NO2−), die wiederum von Nitrobacter und Nitrosolobus zu Nitrat (NO3−) oxidiert werden. Letzteren Schritt (Nitratation) dürfen Nitrifikationshemmer hierbei nicht blockieren, da dies zu einer unerwünschten Anreicherung von Nitrit führen würde. Ferner dürfen die Hemmer nur eine bakteriostatische, aber keine bakterizide Wirkung auf die Prokaryoten der Nitritation ausüben. Die Wirkung soll sich nicht (negativ) auf andere bodenbiologische Prozesse ausüben, es sollen keine toxische Metabolite gebildet werden. Schließlich sollten Nitrifikationshemmer in geringen Konzentrationen eine effiziente und möglichst relativ lange Wirkung entfalten.
Neuere Forschungsergebnisse legen nahe, dass die Rolle von ammoniakoxidierenden Archaeen für die Nitrifikation bisher erheblich unterschätzt wurde.
Nitrifikationshemmer sind sehr eine heterogene Gruppe organischer Verbindungen; bekannt sind über 300 Verbindungen unterschiedlicher Hemmwirkung. Ammonium- und Harnstoff-Stickstoffdüngern (N-Dünger) werden Nitrifikationshemmer in Mengen von 0,8 % 3,4-Dimethylpyrazolphosphat (DMPP) bis 10 % Dicyandiamid (DCD), bezogen auf Gesamt-Ammonium- bzw. Carbamidstickstoff, zugegeben.

## Wirkungsweise
Die Wirkung von Nitrifikationshemmern beruht auf der Reduzierung von Nitratverlusten durch Auswaschung und der Bildung von Distickstoffmonoxid (N2O) durch Denitrifikation in der oberen Bodenschicht, indem der Stickstoff aus Stickstoffdüngern wie Ammoniumnitrat, Ammoniumsulfat, Diammoniumhydrogenphosphat (Ammonphosphat), Ammonsulfatsalpeter oder Harnstoff länger in der Ammoniumform gehalten und so die Stickstoffeffizienz wesentlich erhöht wird.
Durch die Verzögerung der Nitratbildung aus Ammonium vermeiden Nitrifikationshemmer auch überhöhte Nitratmengen in Pflanzen, die als tierische und menschliche Nahrung dienen.
Die Unterdrückung der Nitrifikation verhindert jedoch nicht, dass mineralischer Stickstoff, d. h. Stickstoff aus Mineraldüngern, durch direkte Stickstoffausbringung oder Wasserabfluss in Gewässer eingetragen wird.

## Wirkungsmechanismus
Im ersten Teilschritt der Nitrifikation werden Ammoniumionen von Nitrosomonas zu Nitrit-Ionen (NO2−) oxidiert. Im zweiten Teilschritt erfolgt die Oxidation von Nitrit- zu Nitrat (NO3−) durch Nitrobacter und Nitrosolobus.
Nitrifikationshemmer hemmen das Enzym Ammoniummonooxigenase AMO in ammoniakoxidierenden Bakterien der Gattung Nitrosomonas und blockieren so den geschwindigkeitsbestimmenden Schritt der Nitrifikationsreaktion.
In Archaeen des Phylums Thaumarchaeota wurden bereits ebenfalls amo-artige Gene gefunden, die entsprechende AMO-Untereinheiten codieren.
Durch parallel ablaufende Prozesse der Denitrifikation werden aus den intermediär gebildeten reaktiven Zwischenstufen Nitroxyl und Stickstoffmonoxid Distickstoffmonoxid gebildet. Auch diese Prozesse werden von Nitrifikationsinhibitoren gehemmt.

## Chemische Wirkstoffe
Neben Acetylen und Acetylenderivaten, wie Phenylacetylen und 2-Ethinylpyridin wurden vor allem substituierte Stickstoffheterocyclen mit zwei oder drei benachbarten Stickstoffatomen (Pyrazole, 1,2,4-Triazole, Pyridazine, Benzotriazole, Indazole) auf ihre Eignung als Nitrifikationshemmer untersucht.
Die wichtigsten Nitrifikationsinhibitoren sind Nitrapyrin (Einsatzschwerpunkt USA), DCD (Europa, Asien, Ozeanien) und DMPP (Europa). Daneben gibt es noch Etridiazol.

## Anforderungen an Wirkstoffe
Für den Einsatz als Nitrifikationshemmer im Gartenbau und in der Landwirtschaft müssen die Wirkstoffe das folgende Anforderungsprofil erfüllen:
- Stabil bei Produktion, Lagerung, Transport und Einsatz
- Ungiftig gegenüber Pflanzen, Tieren und Menschen
- Kein Abbau zu giftigen Metaboliten im Boden
- Keine negativen Auswirkungen auf die Bodenfruchtbarkeit
- Preisgünstig bei hoher Effizienz
- Verminderung der Nitratauswaschung, ohne selbst ausgewaschen zu werden
- Verringerung der Lachgasemissionen (Treibhauspotential von N2O ist 298)
- Kein negativer Effekt auf die Methanoxidation des Bodens

Daraus resultieren die folgenden ökonomischen Vorteile bei der Verwendung von Nitrifikationsinhibitoren:
- Einsparung von Ausbringungsmengen an Stickstoffdünger
- Verminderung der Zahl der Stickstoffdüngungen
- Erhöhung der Erntemengen
- Höhere Ernteerträge mit derzeitigen Mengen an ausgebrachtem Stickstoffdünger

## Stickstoffdüngung mit Nitrifikationshemmern
Pflanzen können Stickstoff nur in Form von Ammonium- und Nitrationen über die Wurzeln aus der Bodenlösung aufnehmen. Ammoniumionen adsorbieren an die Oberfläche von Bodenpartikeln, während Nitrationen frei beweglich sind, schneller aus der Bodenlösung resorbiert, aber auch leicht ausgewaschen werden können.
In wassergesättigten Böden und bei hohen Temperaturen ist dagegen die Denitrifikation zu Stickstoff N2, Distickstoffmonoxid N2O (Lachgas) und Stickoxiden NOx begünstigt.
Stickstoffverluste durch Nitratauswaschung, Gasemissionen durch Denitrifikation und Ammoniakverflüchtigung und Immobilisierung durch feste Bindung an Bodenpartikel (Humus) sind ökologisch und ökonomisch ungünstig und können durch Einsatz spezieller Dünger (mit verzögerter oder kontrollierter N-Freisetzung), optimierter Düngungsmethoden und Nitrifikationshemmern vermindert werden.
Daher beträgt die tatsächliche Ausnutzung des Stickstoffs aus mineralischen Düngern (dazu zählt nach Konventionen der FAO auch Harnstoff) lediglich 50–60 % im ersten Jahr. Nach Schätzungen nehmen Getreidepflanzen nur 30 bis 50 % des zur Verfügung stehenden Düngerstickstoffs auf.
Die Verminderung der Emission von Methan – entsteht durch anaeroben Abbau von Cellulose im Boden – durch Stimulierung der Methanoxidation ist ein Zusatznutzen einiger Nitrifikationshemmer.
Ein Bericht des „Wissenschaftlichen Beirats für Düngungsfragen“ stellt fest, dass Emissionen klimarelevanter Gase durch den Einsatz von Nitrifikationshemmern um bis zu 50 % für N2O und bis zu 35 % für Methan reduziert werden können.
Auch die Aufnahme von Phosphor und Mikronährelementen (engl. micronutrients) kann durch Nitrifikationshemmer, die die Ammoniumphase des in den Boden eingebrachten Stickstoffs verlängern, erhöht werden.

## Bewertung
Nach Hunderten von Labor-, Gewächshaus- und Feldversuchen mit unterschiedlichen Pflanzen, Böden, Düngungsmethoden und -techniken, Witterungsbedingungen und Klimata usw. kann von einem positiven ökologischen und ökonomischen Profil der etablierten Nitrifikationshemmer ausgegangen werden. Die benötigten Aufwandsmengen sind mit 0,5 bis 1,5 kg/ha für DMPP sehr gering.
Der geringere Einsatz von Stickstoffdüngern, die niedrigere Zahl an Düngungsrunden, die verminderten Schadstoffemissionen in Wasser und Luft, sowie die höheren Ernteerträge bei unverändertem Stickstoffeintrag belegen den Nutzen der Verwendung von Nitrifikationshemmern in Landwirtschaft und Gartenbau.
Daneben liegen aber auch Publikationen vor, die die Wirksamkeit von Nitrifikationshemmern hinsichtlich Ammoniakverflüchtigung, Nitratauswaschung, Ernteertrag und Stickstoffaufnahme der Pflanzen relativieren und sogar infrage stellen.